# Grumman F-9 Cougar
Grumman F9F Cougar (w 1962 oznaczenie zostało zmienione na F-9 Cougar) – amerykański myśliwiec pokładowy zaprojektowany w zakładach Grummana dla Marynarki Wojennej Stanów Zjednoczonych jako następca F9F Panther. „Puma” bazowała w znacznej części na swojej poprzedniczce „Panterze” (główną różnicą były skośne skrzydła nowego samolotu w porównaniu z prostymi skrzydłami jego poprzednika) i pomimo że według terminologii Grummana był to nowy samolot, to dla US Navy była to tylko nowa wersja „Pantery” i liczenie wersji samolotu rozpoczęto od numeru „6”.
Pierwszy prototyp, zmodyfikowana „Pantera” (XF9F-6) odbył pierwszy lot 10 września 1951. Nowy samolot nadal nie był w stanie przekroczyć bariery dźwięku, ale w porównaniu z poprzednikiem jego prędkość maksymalna wzrosła z 0,79 macha do 0,86 Ma na poziomie morza i do 0,895 Ma na pułapie 10 000 m. „Pumy” mogły się już zmierzyć z samolotami nieprzyjaciela MiGami-15, ale do służby weszły zbyt późno aby wziąć udział w wojnie koreańskiej.